# Lista de ordens sufis
Esta é uma lista de ordens sufis (ou sufistas; em árabe: tariqas).

## A
- Arusiyya
- Aamiria
- Aâbid
- Abbasiyya
- Abululai (ou Abululaiya)
- Adhamiyya
- Adrawiyya
- Agamiyya
- Ahmadiya [Imamut-Tarikat Sheikh Borhanuddin Uyesi (R:)]
- Ahiyya
- Ahmadiyya-Idrissiyya
- Aissawa (ou Aïssâwa, Issâwa, Aïssaoua, Issaoua)
- Al Akbariyya
- Akmaliyya (Haqmaliyya)
- Alamiyya
- Darqawiyya Alawiyya
- Alawi (Morocco)
- Aliyallahiyya
- Alwaniyya
- Amariyya
- Amgariyya
- Ansariyya
- Aq Tagh (ver Naqshbandi)
- Arusiyya
- Arusiyyah-Qadiriyyah
- Ashrafi
- Ashuriyya
- Aslammiya > Naqshbadi
- Awhadiyya
- Aydarusiyya
- Azimiyya (ou Silsila-e-Azeemia, Azeemia)

## B
- Ba 'Alawiyya (ou Tariqa Alawiyya)
- Ba'Alawi-Atissiyya
- Badawiyya
- Bakka'iyya
- Bayaniyya
- Bayramiye (ou Bayrami, Bayramiye, Bayramiyya, Bayramiyye e Bayramilik)
- Bayramaniyya
- Bektashi
- Beshara
- Bidariyya
- Blaketeshi
- Boutchichiyya
- Bu'Azzawiyya
- Bunuhiyya
- Burhaniyya (ou Burhaniya)
- Bu'Shaïchiyya

## C
- Caznazaniyya
- Charkawiyya (veja Darqawa)
- Chishti
  - Ashrafi
  - Gudra Shahi/Zahuri
  - Habibi
  - Qadiri
  - Niyazi

## D
- Dahabiyya
- Damardasiyya
- Dandarawiyya
- Darqawa (ou Darqawiyya)
- Dassuqi Borhani
- Dasuqi (ou Dasuqiyya)
- Debbaba
- Dghoghiyya
- Dhahabiyya
- Dila'iyya
- Dscha'fariyya

## F
- Fazli Qadri
- Fadeliyya (Ma al-'Aynayn)
- Fidawiyya
- Firdausiyya

## G
- Galibi
- Gadiriyya (ver Qadiriyya)
- Ganduzyya
- Ghaziyya
- Gudfiyya (ou Goudfiyya)
- Gudra Shahi/Zahuri
- Gulshani (ou Gülsheni)

## H
- Habashiyya
- Habib (Tariqah Sufi Al Habib)
- Hadarat
- Haddadiyya
- Hadefiste
- Haksariyya
- Halwatiyya (ou Halveti, Khalwatiyya, Jalwatiyya) (ver Khalwati)
- Hamadisha
- Hamallayya
- Hamdawa
- Hammadaniyya
- Hanassa
- Hansaliyya
- Haqqani
- Harbiyya
- Haririyya
- Harqawa
- Hayatiyya
- Haydariyya
- Heddawa (Drabliyya)
- Hindiyya
- Hmadsa
- Hurufiyya

## I
- Idrisiyya
- Ishqiyya

## J
- Ja'Fariyya > Dscha'Fariyya
- Jahriyya
- Jazouliyya
- Jelveti
- Jerrahi
- Jilaliyya
- Junaidiyya

## K
- Kaftâryya
- Kara Tagh
- Kaylâniyya
- Kasnazani
- Kazaruniyya
- Kerzaziyya
- Kettaniyya
- Khwajagan
- Khaksar
- Khalwati
  - Gulshani
  - Jerrahi
  - Nasuhi
  - Rahmani
  - Sunbuli
  - Ussaki
- Khalidiyya
- Khatmiyya
- Khidriyya
- Khufiyya
- Kubrawiyya
  - Dhahabiyya
  - Hammadaniyya

## M
- Maizbhandaria
- Madariyya
  - Malang
- Majdhubiyya
- Malamatiyya
- Malamiyya
- Marufi
- Maryamiyya
- Mazhariyya
- Mdgoriyya
- Mawlawi
- Mirganiyya
- Morabitum
- Mouride
- Mudjadidiyya
- Molaviye
- Muhammadiyaa

## N
- Naqshbandi
  - Aq Tagh
  - Haqqani
  - Husayniya
  - Jahriyya
  - Kara Tagh
  - Khwajagan
  - Khalidiyya
  - Khufiyya
  - Mudjadidiyya
  - Mujaddadiyah-Mujarradiyah
  - Uwaisi
- Nasiriyya
- Nasuhi
- Naushahi
- Nematollahi
- Ni'Matullahi Safi Ali Shah
- Nisbat-e-Rasooli
- Nur Ashki Jerrahi
- Nuraniyya
- Nurbakshiyya

## O
- Omariyya
- Oveyssi

## Q
- Qadiriyya
  - Arusiyya-Qadiriyya
  - Ashrafi
  - Boutchichiyya
  - Fadelliyya
  - Kasnazani
  - Naushahiyya
  - Rifa'i
  - Sarwari Qadiri
  - Siddiyya
  - Summadiyya
- Qadiriyyah wa Naqshbandiyyah
- Qadiriyya-Mukhtariyya Brotherhood
- Qalandariyya
- Qadiri Rifai Ansari
- Qadri Al-Muntahi
- Qadri-Qadeeri Silsila
- Qadiri Boutchichi
- Qarnaiyniyah

## R
- Rabiiciya
- Radawiyya
- Rahalla (Rahalliyya)
- Rahmaniyya
- Rajabiyya
- Ramazaniyya
- Rashidiyya
- Rifa'i
  - Marufi
- Roshaniyya
- Rüfai

## S
- Sa'diyya
- Sadiqiyya
- Safaviyya
- Saharàwa
- Sahliyya
- Salihiyya
- Samarqandiyya
- Sammaniyya
- Sarwari Qadiri
- Sa'udiyya
- Senussi
  - Khidriyya
- Shadhili
  - Dasuqi Borhani
- Shahawiyya
- Shamsiyya
- Shangitiyya
- Sharnubiyya
- Shattariyya
- Shaykiyya
- Shaziliyya
- Sherqawa
- Sidiyya
- Siddiqiyya
- Sirajiyah Haqqaniya
- Sufi Order International
- Sufism Reoriented
- Suhrawardiyya
- Summadiyya
- Sunbuli (veja Khalwati)
- Syattariyya

## T
- Tabba'iyya
- Tahtajis
- Taibiyya
- Taifuriyya
- Taziyya
- Thama
- Tijaniyyah
  - Hadefiste
  - Omariyya
- Toradiyya
- Tariqa Sufitum

## U
- Ukayliyyah
- 'Uluwiyya
- Ussaki (veja Khalwati)
- Uqayliyyah
- Uwaisi

## W
- Wahidiyya
- Wazzaniyya

## Y
- Yaschrutiyya
- Yassawiyya
- Younousiyya
- Youssoufiyya

## Z
- Zarouqiyya
- Zahediyeh
- Zayniyya
- Ziyaniyya